# Picot sultà cap-roig
El picot sultà cap-roig (Chrysocolaptes erythrocephalus)
és un ocell de la família dels pícids (Picidae) que habita selva, bosc, manglars i terres de conreu a les Filipines occidentals, a Balabac, Palawan i les Calamian.